# Aeroportul Leonora
Aeroportul Leonora (IATA: LNO, ICAO: YLEO) este un aeroport din Australia de Vest, Australia ce deservește zona Leonora⁠(d). Aeroportul a fost tranzitat în 2017 de 0 pasageri.
Situat la o altitudine de 369 m, aeroportul dispune de o singură pistă. Este operat de Shire of Leonora⁠(d).